# Buio e luce (La Fame di Camilla)
Buio e luce è il secondo album del gruppo musicale indie rock italiano La Fame di Camilla, pubblicato il 19 febbraio 2010 dall'etichetta discografica Mercury Records.

## Il disco
Il disco è uscito in concomitanza con la partecipazione del gruppo al Festival di Sanremo 2010 nella sezione Nuove Proposte con l'omonimo brano Buio e luce. È stato pubblicato poi come singolo anche il brano Non amarmi così.
Il disco contiene alcuni brani provenienti dall'album di debutto omonimo pubblicato nel 2009, e alcuni inediti. Lo stile si avvicina ad un'ispirazione di carattere internazionale, che coniuga melodia d'autore e arrangiamenti pop rock di stile britannico.

## Tracce
CD (Mercury 0602527331904 (UMG) / EAN 0602527331904)
1. Buio e luce – 3:26 (Ermal Meta)
2. Campi di grano – 3:28 (Ermal Meta)
3. Pensieri e forme – 4:22 (Ermal Meta)
4. Globuli – 4:28 (Ermal Meta, Giovanni Colatorti, Emanuele Diana, Berardino Rubini)
5. Nuvole di miele – 3:58 (Ermal Meta, Giovanni Colatorti, Emanuele Diana, Berardino Rubini)
6. Sperare – 4:06 (Ermal Meta, Giovanni Colatorti, Emanuele Diana, Berardino Rubini)
7. 28-03-1997 – 4:22 (Ermal Meta, Giovanni Colatorti, Emanuele Diana, Berardino Rubini)
8. Come il sole a mezzanotte – 4:00 (Ermal Meta)
9. Non amarmi così – 3:43 (Ermal Meta, Giovanni Colatorti, Emanuele Diana, Berardino Rubini)
10. Storia di una favola – 3:26 (Ermal Meta)
11. Il mostro – 4:01 (Ermal Meta, Giovanni Colatorti, Emanuele Diana, Berardino Rubini)
12. Quello di cui non parli mai – 3:28 (Ermal Meta, Giovanni Colatorti, Emanuele Diana, Berardino Rubini)
13. Ne doren tende – 4:18 (Ermal Meta)

Durata totale: 51:06

## Formazione
- Ermal Meta - voce, chitarra elettrica, chitarra acustica, pianoforte, campionamenti
- Giovanni Colatorti - chitarre, sintetizzatore
- Dino Rubini - basso
- Lele Diana - batteria

## Classifiche
| Paese  | Posizione massima |
| ------ | ----------------- |
| Italia | 72                |